# Ulica Wincentego Witosa w Wodzisławiu Śląskim
Ulica Wincentego Witosa w Wodzisławiu Śląskim – główny ciąg komunikacyjny łączący Wodzisław Śląski (za pośrednictwem ul Rybnickiej) z Rybnikiem i dalej Gliwicami. Natomiast od strony południowej (za pośrednictwem ul. Bogumińskiej) z granicą z Czechami w Chałupkach.
Ulicę tę wyznacza skrzyżowanie ulic Bogumińskiej z Kopernika, a kończy rondo w kształcie nerki na skrzyżowaniu z ulicami Jana Pawła II, Rybnickiej oraz Dworcowej. W jednym miejscu przecina ją rzeka Leśnica. W okresie PRL-u ulica ta nosiła nazwę Armii Czerwonej. Podczas „Praskiej Wiosny” przemaszerowały tą ulicą siły Układu Warszawskiego w stronę Czechosłowacji. Dzisiaj ulica ta ma nadal takie samo znaczenie jak kiedyś – jest drogą krajową. Przy ulicy tej zaczęły powstawać takie instytucje jak ZUS, czy supermarket Kaufland, stacja paliw Statoil, czy też restauracja McDonald’s. Długość tej ulicy w przybliżeniu wynosi 1,6 km.

## Galeria

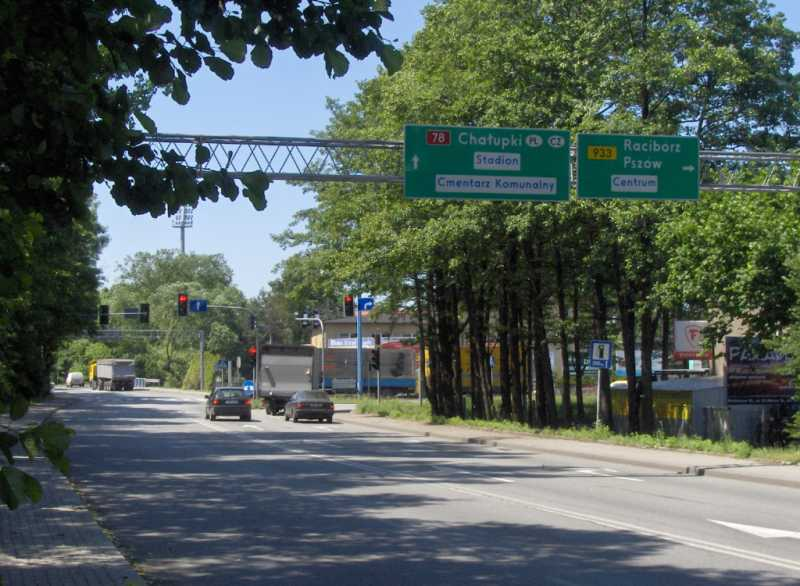
Ulica W. Witosa w Wodzisławiu Śl.
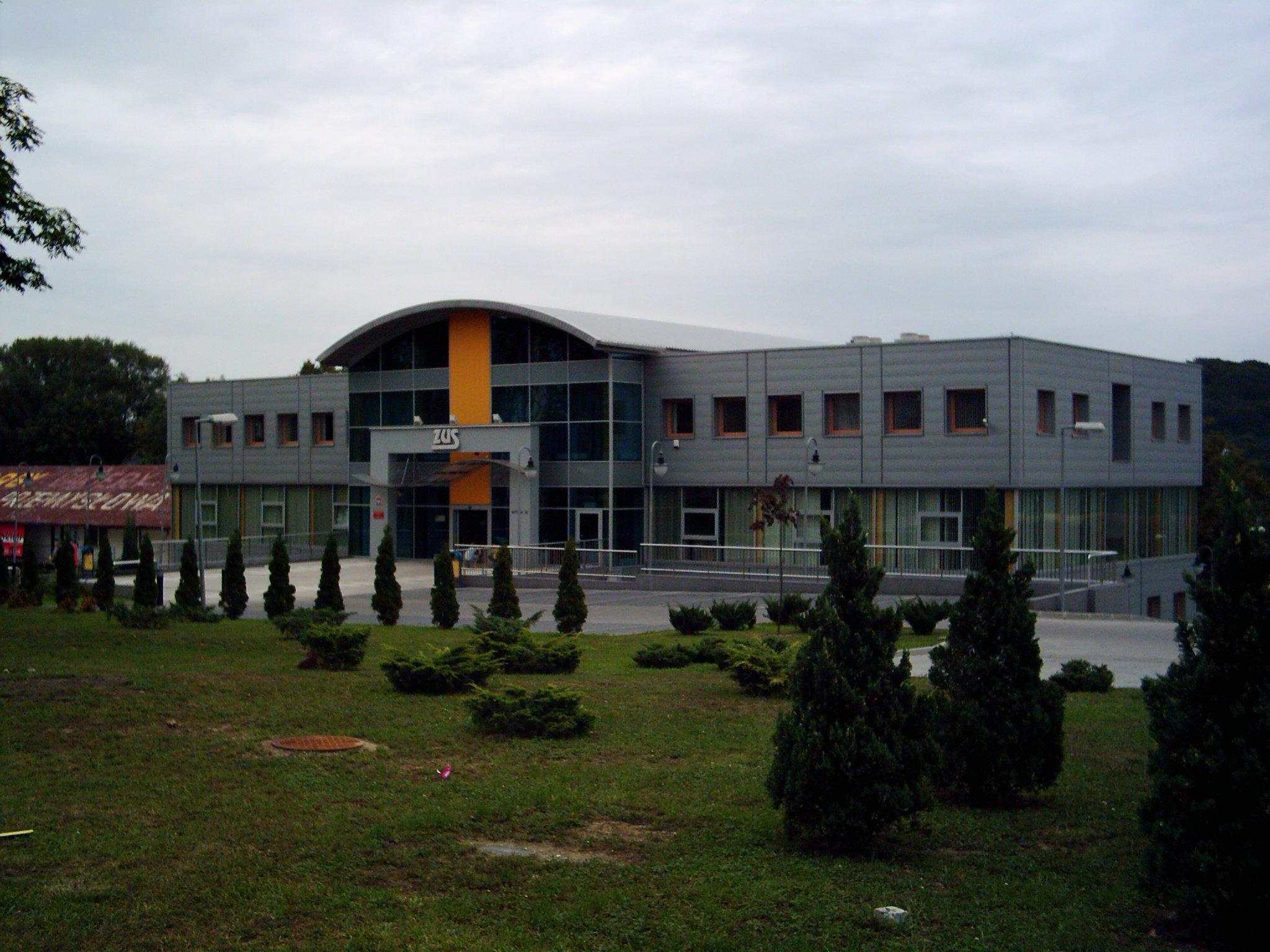
Siedziba ZUS przy ul. W. Witosa
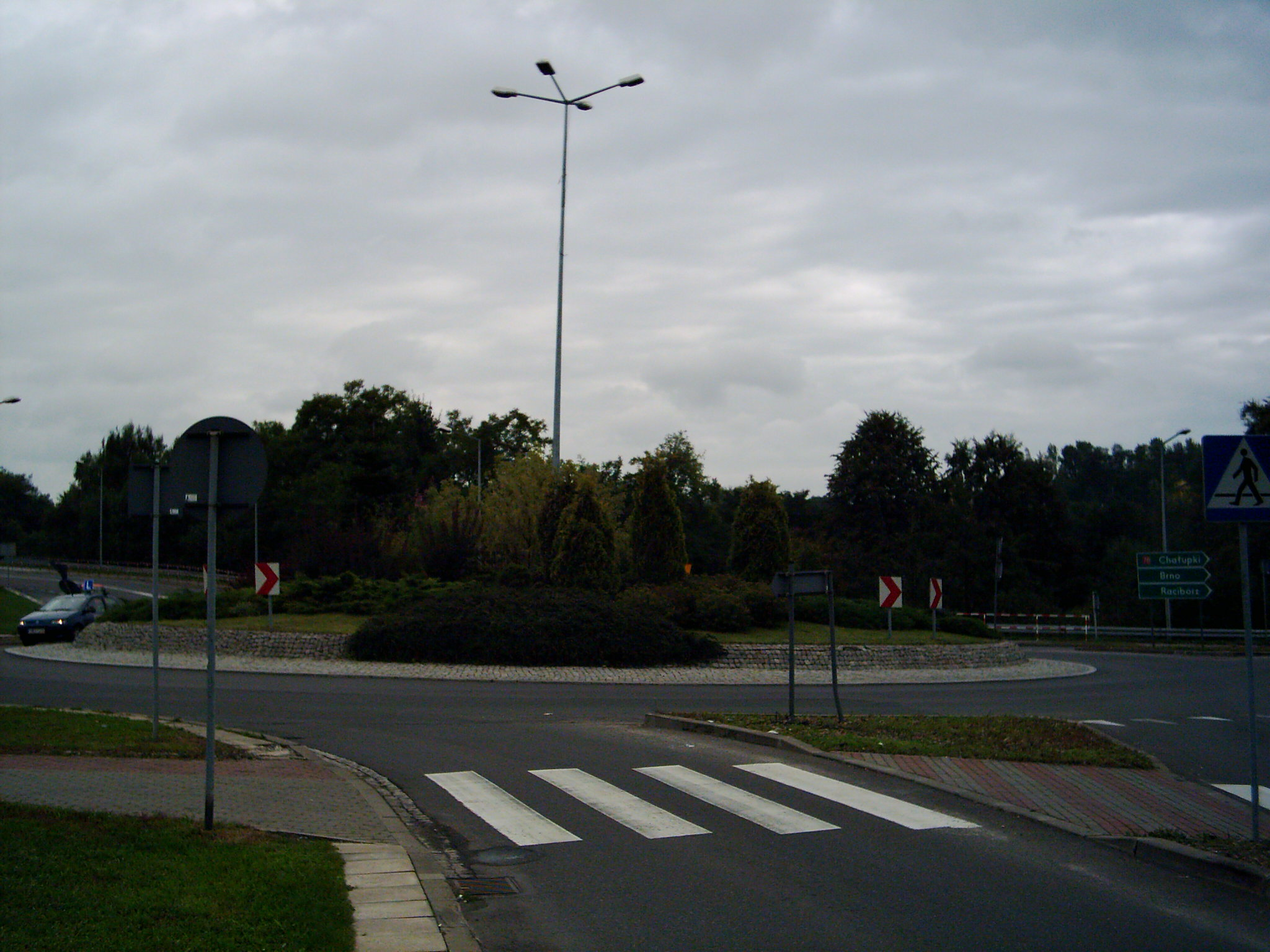
Rondo 750-lecia na Skrzyżowaniu ulic Witosa z Jastrzębską oraz Kubsza
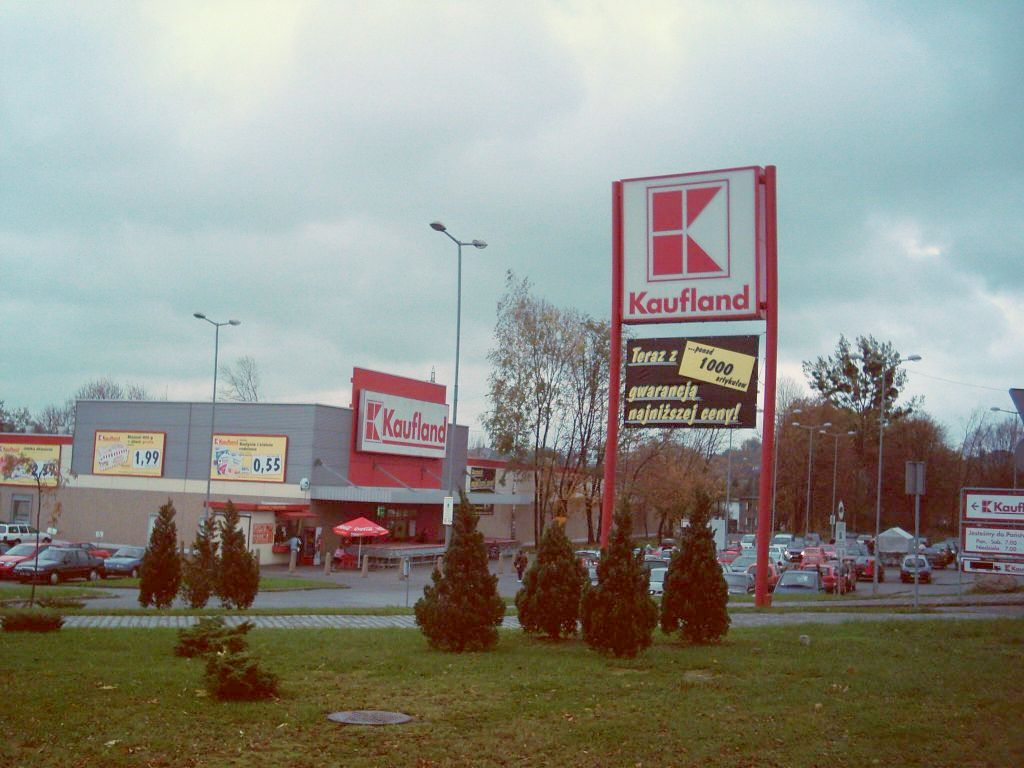
Kaufland przy ulicy Witosa
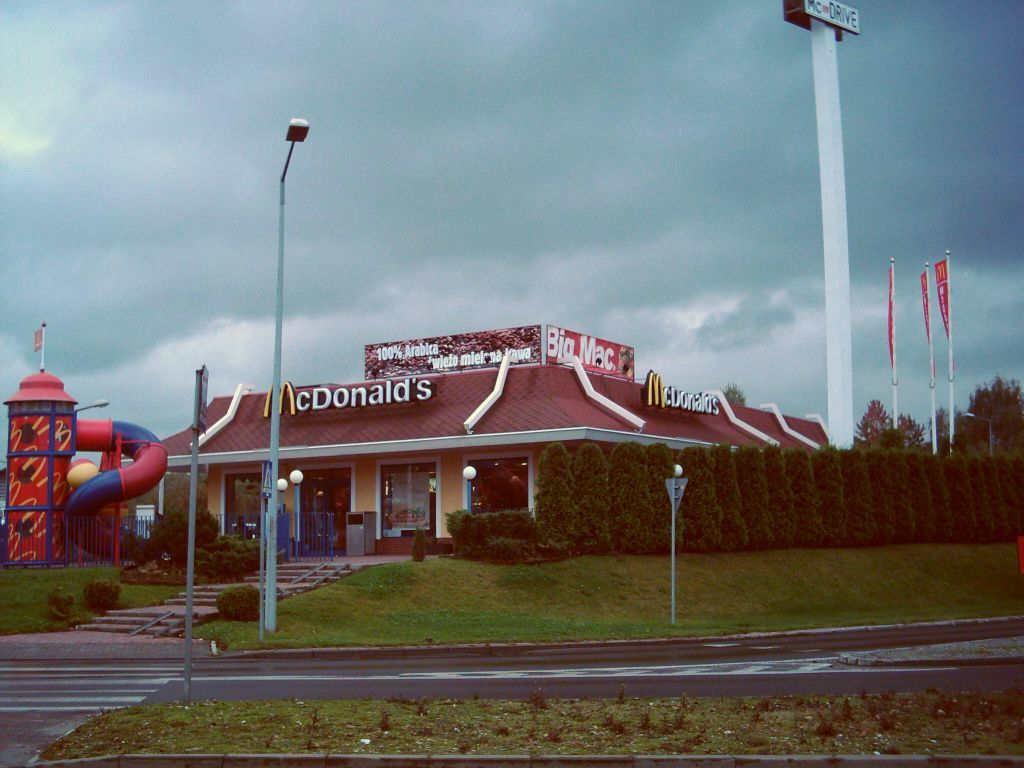
Restauracja McDonald’s przy ul. Witosa